# Fredrikstad Fotballklubb 1981
Questa voce raccoglie le informazioni riguardanti il Fredrikstad Fotballklubb nelle competizioni ufficiali della stagione 1981.

## Rosa
| N. |                     | Ruolo | Calciatore         |
| -- | ------------------- | ----- | ------------------ |
|    | Norvegia (bandiera) | P     | Frode Hansen       |
|    | Norvegia (bandiera) | D     | Kai Erik Herlovsen |
|    | Norvegia (bandiera) | D     | Lars Sørlie        |
|    | Norvegia (bandiera) | D     | Tommy Warchol      |
|    | Norvegia (bandiera) | C     | Per Egil Ahlsen    |
|    | Norvegia (bandiera) | C     | Terje Jensen       |

| N. |                      | Ruolo | Calciatore         |
| -- | -------------------- | ----- | ------------------ |
|    | Norvegia (bandiera)  | C     | Åge Johansen       |
|    | Norvegia (bandiera)  | A     | Jan Erik Audsen    |
|    | Norvegia (bandiera)  | A     | Vidar Hansen       |
|    | Norvegia (bandiera)  | A     | Reidar Lund        |
|    | Norvegia (bandiera)  | A     | Steinar Mathisen   |
|    | Danimarca (bandiera) | A     | Michael Vesterskov |

## Risultati

### Campionato

#### Girone di andata
| Trondheim 16 maggio 1981 | Rosenborg | 4 – 2 | Fredrikstad | Lerkendal Stadion |

| Halden 3 maggio 1981 | Fredrikstad | 0 – 1 | HamKam | Halden Stadion |

| Bodø 10 maggio 1981 | Start | 3 – 1 | Fredrikstad | Aspmyra Stadion |

| Fredrikstad 13 maggio 1981 | Fredrikstad | 1 – 1 | Haugar | Fredrikstad Stadion |

| Bergen 25 maggio 1981 | Brann | 1 – 1 | Fredrikstad | Brann Stadion |

| Fredrikstad 8 giugno 1981 | Fredrikstad | 2 – 1 | Vålerengen | Fredrikstad Stadion |

| Oslo 10 giugno 1981 | Lyn Oslo | 0 – 5 | Fredrikstad | Ullevaal Stadion |

| Fredrikstad 21 giugno 1981 | Fredrikstad | 3 – 0 | Viking | Fredrikstad Stadion |

| Bryne 29 giugno 1981 | Bryne | 2 – 0 | Fredrikstad | Bryne Stadion |

| Moss 6 luglio 1981 | Moss | 2 – 1 | Fredrikstad | Melløs Stadion |

| Fredrikstad 13 luglio 1981 | Fredrikstad | 2 – 2 | Lillestrøm | Fredrikstad Stadion |

#### Girone di ritorno
| Fredrikstad 27 luglio 1981 | Fredrikstad | 0 – 0 | Rosenborg | Fredrikstad Stadion |

| Hamar 3 agosto 1981 | HamKam | 2 – 1 | Fredrikstad | Briskeby Gressbane |

| Fredrikstad 10 agosto 1981 | Fredrikstad | 3 – 1 | Start | Fredrikstad Stadion |

| Haugesund 17 agosto 1981 | Haugar | 0 – 6 | Fredrikstad | Haugesund Stadion |

| Fredrikstad 23 agosto 1981 | Fredrikstad | 6 – 0 | Brann | Fredrikstad Stadion |

| Oslo 2 settembre 1981 | Vålerengen | 1 – 1 | Fredrikstad | Bislett Stadion |

| Fredrikstad 13 settembre 1981 | Fredrikstad | 3 – 2 | Lyn Oslo | Fredrikstad Stadion |

| Stavanger 27 settembre 1981 | Viking | 0 – 2 | Fredrikstad | Stavanger Stadion |

| Fredrikstad 4 ottobre 1981 | Fredrikstad | 1 – 1 | Bryne | Fredrikstad Stadion |

| Fredrikstad 11 ottobre 1981 | Fredrikstad | 4 – 1 | Moss | Fredrikstad Stadion |

| Lillestrøm 18 ottobre 1981 | Lillestrøm | 0 – 1 | Fredrikstad | Åråsen Stadion |

### Coppa di Norvegia
|  | Aurskog | 0 – 2 | Fredrikstad |  |

|  | Fredrikstad | 6 – 0 | Stabæk |  |

|  | Sarpsborg | 4 – 6 (d.t.s.) | Fredrikstad |  |

|  | Moss | 6 – 0 | Fredrikstad |  |